# Infantería pesada

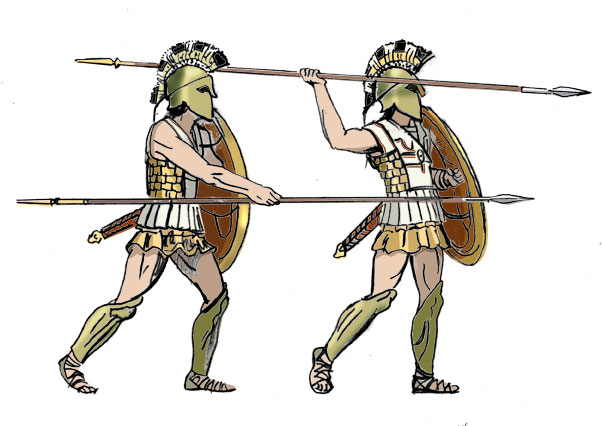
Infantería, Historia militar

El término infantería pesada hace referencia a tropas de infantería fuertemente armadas y con fuertes armaduras. El término se contrapone al de infantería ligera, compuesta también por soldados de a pie pero con un armamento relativamente menor.
El término "infantería pesada" no tiene un uso claro en los ejércitos modernos. Se entiende que la infantería pesada tiene armas de fuego con mayor calibre y mayor poder de destrucción, por lo que utiliza armas pesadas como morteros, ametralladoras, lanzacohetes lanzagranadas o lanzallamas. El término infantería mecanizada se utiliza a menudo para referirse a aquella infantería que utiliza también vehículos blindados.
Si, en el caso de la infantería ligera, su principal fuerza táctica reside en la movilidad, en el caso de la infantería pesada lo que se busca es aprovechar su fuerte armamento en combates lo más directos posibles contra el enemigo.
- Datos: Q2542690